# Yves Hardy
Pour les personnes ayant le même patronyme, voir Hardy.
Yves Hardy est un journaliste français qui a sillonné l’Amérique latine dès le début des années 1980. Il a publié de nombreux reportages dans des journaux comme Le Monde, Le Monde diplomatique, Le Matin, ainsi qu’un livre sur la lutte contre la malnutrition en Équateur. Il a également contribué à plusieurs ouvrages collectifs.
Par ailleurs, il a participé à plusieurs articles et enquêtes relatifs à l’Afrique, aux inégalités Nord/Sud et aux violations des droits humains, publiés dans plusieurs mensuels comme Croissance, Alternatives internationales ou les Chroniques d’Amnesty International.

## Publications
- Yves Hardy et Emmanuel Gabey, Dossier L... comme Larzac, Alain Moreau, 1974, 416 p.
- (fr + en + es + pt) 100 propositions du Forum Social Mondial, éditeurs membres de l'Alliance des éditeurs indépendants, 2006, 272 p. (ISBN 2-84377-114-5)
- La route des Andes, médecins, agronomes, éducateurs face au défi de la malnutrition, Paris, Éditions Syros/ECLM, 1993, 152 p. (ISBN 2-86738-888-0)